# United Airlines Flight 232
United Airlines Flight 232 var det flygplan som 1989 havererade på flygplatsen i Sioux City, Iowa.

## Händelseförlopp
Den 19 juli 1989 var United Airlines Flight 232, en DC-10:a på väg från Denver till Philadelphia med 285 passagerare och 11 personer i kabinpersonalen. Det lyfte från Stapleton International Airport klockan 14:09 lokal tid. Klockan 15:16 havererade motor nummer två (den i stjärtfenan) på grund av ett tillverkningsfel. Vid haveriet slungades delar av motorn ut igenom motorhöljet och skar av ledningarna till flygplanets samtliga tre hydraulsystem. Detta innebar att planet saknade hydraulkraft till alla roder, vilket i praktiken gjorde det helt manöverodugligt på konventionellt sätt. 
En av passagerarna var kapten Dennis E.Fitch, en av United Airlines egna DC-10 instruktörer, som erbjöd sig att hjälpa besättningen. Med hjälp av att individuellt reglera gaspådraget för de två kvarvarande motorerna kunde han styra planet fram till flygplatsen i Sioux City i ett försök att landa. På grund av avsaknaden av precision vid landningen slog planet hårt i marken och kanade på sidan innan det till slut stannade upp och ner. Högra vingen bröts sönder vid islaget och började brinna. Delarna av flygplanet spreds över landningsbanan men större delen av flygkroppen hamnade i en angränsande majsåker. Räddningsinsatsen blev något försenad då samtliga räddningsfordon först åkt ut till fel bana. 
Av planets 296 ombordvarande omkom 111 personer. Att 185 överlevde brukar betecknas som "mirakulöst". Av de omkomna var 110 passagerare och 1 besättningsmedlem.